# Malaeloa/Ituau
Malaeloa/Ituau – wieś w Samoa Amerykańskim; na wyspie Tutuila; 550 mieszkańców (2010).